# جمال علي الحلاق
جمال علي الحلاق (30 أبريل 1966) هو شاعر وباحث عراقي.

## حياته
وُلِد في مدينة الحرية الثانية في بغداد في عام 1966، في عام 1969 انتقلت عائلته للسكن في قرية الزهيرات في محافظة ديالى، وهي قرية تَبعُد قرابة (96 كم) عن محافظة بغداد، بقي فيها حتى عام 1992 عندما عاد إلى بغداد حتى غادر العراق، أقام في الفترة ما بين 2001-2005 في جبل القصور في عمان عاصمة الأردن حتى انتقل إلى مدينة سيدني في أستراليا.

## مؤلفاته
من مؤلفاته:
- آلهة في مطبخ التاريخ: قراءة في تاريخ سورة الفاتحة
- كتاب مسلمة الحنفي: قراءة في تاريخ محرم
- فن الإصغاء للذات: قراءة في قلق المنفتح
- بوح السرد: تمارين في الإصغاء
- تأجيل اللذة
- حريق
- تحطيم الأصنام
- عتمة الضوء
- في اليتم الوجودي